# مهدي فليفل
مهدي فليلفل (ولد: 25 أكتوبر/تشرين الثاني 1979) فلسطيني ولد في دبي في الإمارات العربية المتّحدة، مخرج سينمائي فلسطيني الأصل من قرية صفوريّة المهجرة ترعرع بين الدنمارك دبي ومخيّم عين الحلوة في لبنان، يعمل في إنجلترا والدنمارك واليونان حائز على عدّة جوائز عالمية. وصاحب شركة الإنتاج "Nakba FilmWorks".

## نبذة شخصية
ينحدر فيلفل من أسرة فلسطينية تهجرت من قرية صفورية عام 1948 سكنت العائلة حينها في عين الحلوة، في عام، سافر والداه إلى دبي للعمل هناك وعام 1979 ولد في دبي حتى هاجرت العائلة إلى الدنمارك عام 1988، وتوزعت طفولته وشبابه بين عين الحلوة والدنمارك، تخرّج من المدرسة الوطنية للسينما وتلفزيون في بريطانيا وتتلمذ على يد الأستاذة مثل ستيفن فريز وباول بوليكوفسكي، في عام 2010 أسّس وشريكه باتريك كامبل -منتج إيرلندي، شركة الإنتاج نكبة فيلم وركس (Nakba FilmWorks).

### نبذة حول الأفلام
في فيلمه عالم ليس لنا (2012) حاول مهدي توثيق حياة اللاجئ الفلسطيني في مخيّم عين الحلوة في جنوب لبنان، وهو فيلم يروي حياة أشخاص مثل «أبو إياد» وجده «أبو أسامة» وخاله «سعيد» وبقية السكّان هناك. إكسينوس (2014) المخأوذ من كلمة زينوس والتي تعني أجنبي في اليونانية فيلم بطله «أبو إياد» الشاب الذي قرّر أن يترك المخيم ويهاجر تهريب عبر البحر إلى اليونان ثم تعديه السلطات اليونانية إلى عين الحلوة، فيلم عرفات وأنا (2008) وعشرون سلاما للسلام (2013) يسخران من اتفاقية أوسلو، رجل يغرق (2017) يصوّر حياة المهاجرين «غير الشرعيين» في اليونان ومعركتهم المريرة من أجل الخبز. فيلم يصوّر قصّة صديقه رضا الذي هرب من المخيم وعلق في اليونان ثلاث سنوات ليعود من اليونان مدمن مخدرات لعين الحلوة. أما «فيلم إلى أرض مجهولة» (2024) فيسلط الضوء على الواقع المأساوي لحياة اللاجئين الفلسطينيين في مخيم عين الحلوة جنوب لبنان، من خلال قصة صديقين، تقطعت بهما السبل في العاصمة اليونانية أثينا، ويحلمان بالحرب إلى شمال أوروبا بحثًا عن حياة أفضل.

## الأفلام
| اسم الفيلم           | سنة الإصدار | نوع الفيلم     |
| عالم ليس لنا         | 2012        | وثائقي\ تسجيلي |
| شادي في البئر الجميل | 2003        | قصير           |
| حمودي وإيميل         | 2004        | قصير           |
| الكاتب               | 2007        | قصير           |
| عرفات وأنا           | 2008        | قصير           |
| أربعة أسابيع         | 2009        | قصير           |
| زيارة فلسطين         | 2012        | تركيب          |
| اكسينوكس\ زينوس      | 2014        | قصير           |
| عشرون سلامًا للسلام   | 2013        | قصير           |
| عودة رجل             | 2016        | وثائقي قصير    |
| رجل يغرق             | 2017        | قصير           |
| وقعت على عريضة       | 2018        | وثائقي قصير    |
| ثلاثة مخارج منطقية   | 2020        | وثائقي قصير    |
| إلى أرض مجهولة       | 2024        | روائي طويل     |

## الجوائز
- عن فيلم "عالم ليس لنا" الذي عرض في مهرجان تورونتو العالمي للأفلام وحاز على أكثر من 30 جائزة عالمية منها برلينال (ألمانيا)، وأدنبرا، وياماغاتا، وجائزة لجنة التحكيم- دوك: نيويورك. في عام 2016 وحاز أيضا على جائزة السلام.[10]
- الدب الفضي عن فيلمه عودة رجل عام 2017.
- رجل غارق عرض في مهرجان كان السنمائي وأفضل فيلم قصير عام 2018 من الأكاديمية البريطانية للتلفزيون والفنون.
- فيلم وقعت على عريضة فاز بجائزة أفضل فيلم قصير في أمستردام عام 2018.

## روابط خارجية
- مهدي فليفل على موقع IMDb (الإنجليزية)
- مهدي فليفل على موقع ألو سيني (الفرنسية)
- مهدي فليفل على موقع أول موفي (الإنجليزية)
- مهدي فليفل على موقع قاعدة بيانات الفيلم (الإنجليزية)
- مهدي فليفل على موقع كينوبويسك (الروسية)